# Hovhannes Širaz
Hovhannes Širaz, arménsky Հովհաննես Շիրազ, vlastním jménem Onik Karapetjan (27. duben 1914, Alexandropol, Ruské impérium) – 14. březen 1984, Jerevan. Arménie) byl arménský básník. Ač se věnoval převážně intimní lyrice, formálně hodně navazoval na arménské a předovýchodní lidové tradice. Folklórní námět rozvedl i ve své nejznámější skladbě, v baladě z kurdského prostředí Siamantho jev Chadžezare (Siamantho a Chadžezare). Česky jsou jeho verše dostupny v antologii Noc tisící druhá - deset arménských básníků.

## Život
Jeho matka ovdověla krátce před jeho narozením. Širaz vyrostl v chudobě a od pěti let prodával na ulici vodu. Nakonec se dostal do sirotčince, ale brzy z něj utekl a toulal se s kamarády.
V roce 1935 mu vyšla první kniha básní Garnanamut („Začátek jara“). Romanopisec Atrpet mu vymyslel umělecké jméno Širaz, podle íránského města Širaz známého pro své růže, neboť prý „básně tohoto mladíka mají vůni růží“. Poté Širaz studoval na Státní univerzitě v Jerevanu a v moskevském Ústavu literatury. V roce 1958 publikoval první díl své antologie Lyra Arménie. Druhý a třetí díl byly zveřejněny v roce 1965 a 1974. V této sbírce je mnoho z jeho vrcholných básní. Celkem napsal čtyřicet knih básní, řada z nich má silně vlastenecké vyznění (Mé Svaté vlasti, Osud Arménů aj.) Roku 1941 napsal též sbírku věnovanou arménské genocidě.
Širazovou první ženou byla básnířka Silva Kaputikjanová. jejich syn Ara Širaz byl sochař. S druhou manželkou, básnířkou Šušanik Širaz, měl sedm dětí, syn Šipan Širaz je básník.